# Oscar Torp
Oscar Fredrik Torp, né le 8 juin 1893 à Sarpsborg et mort le 1er mai 1958, est un homme d'État norvégien. 

## Biographie
Ouvrier de formation, il est une importante figure du Parti travailliste de Norvège, ayant occupé plusieurs fonctions de Ministre, donc celle de Premier ministre de Norvège de 1951 à 1955, mais également de Ministre des Finances, Ministre de la Défense et Ministre des Affaires sociales sous le gouvernement Johan Nygaardsvold, et Ministre de la Défense sous le gouvernement Einar Gerhardsen. En 1945, au sein du gouvernement de transition, il est à la tête du gouvernement du 14 mai au 31 mai, occupant les fonctions de Ministre des Affaires Étrangères et de Ministre de la Défense.
Oskar Torp est également le chef du groupe parlementaire du Parti travailliste au Parlement norvégien de 1948 à 1951.
Il est gouverneur du comté de Nordland de 1948 à sa mort.